# Knaptand
De Knaptand is een folkloristische figuur die meeloopt in twee Dendermondse stoeten; de Ros Beiaardommegang en Katuit. Het zijn (jonge) mannen gehuld in een pak dat lijkt op een wolf. De muil bevindt zich boven het mensenhoofd. De drager kijkt door een opening onder de kop. Met een mechanisme kan de muil snel open en dicht worden getrokken, wat een knappen van de tanden veroorzaakt.

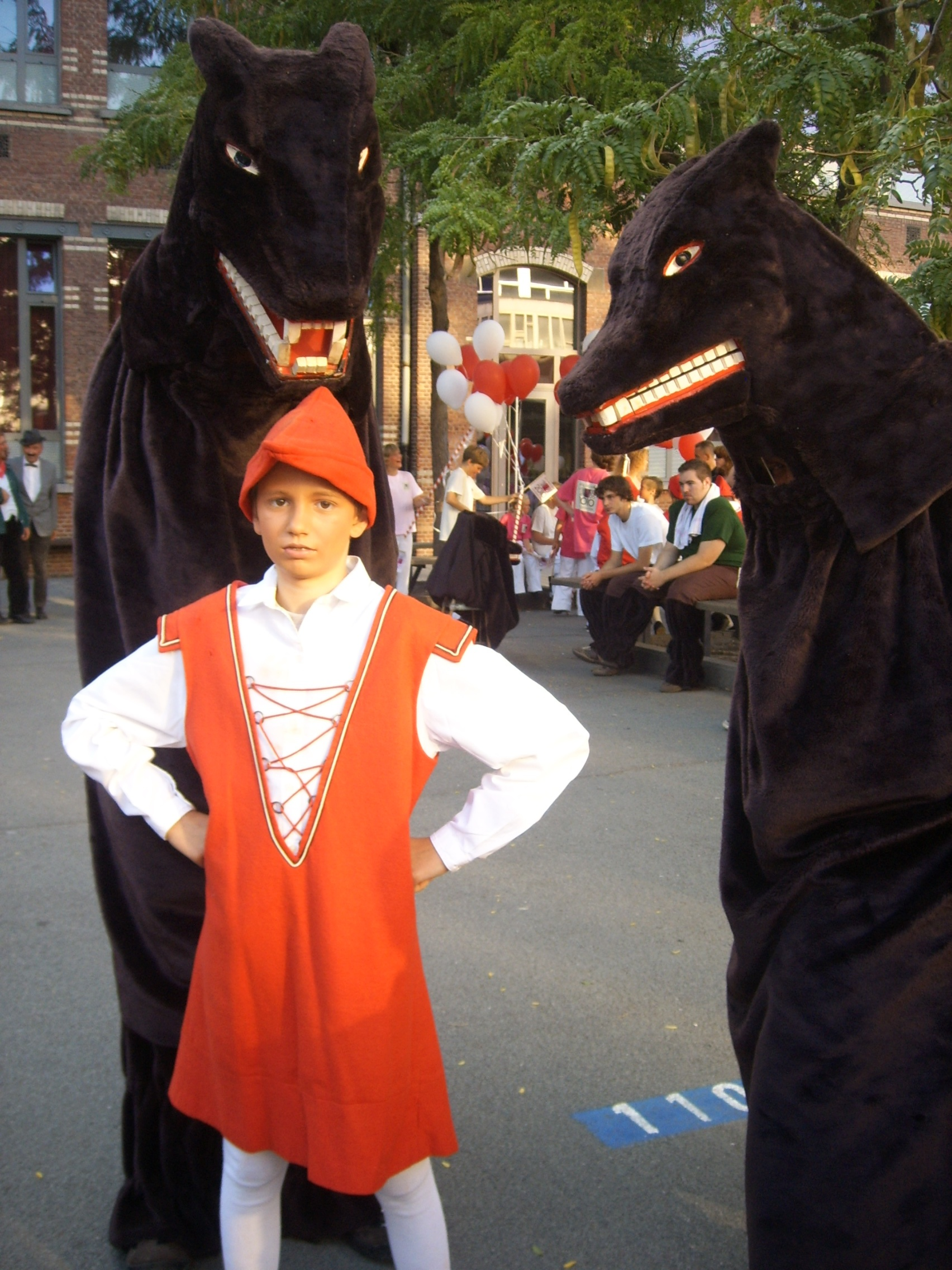
2 knaptanden en een fakkeldrager

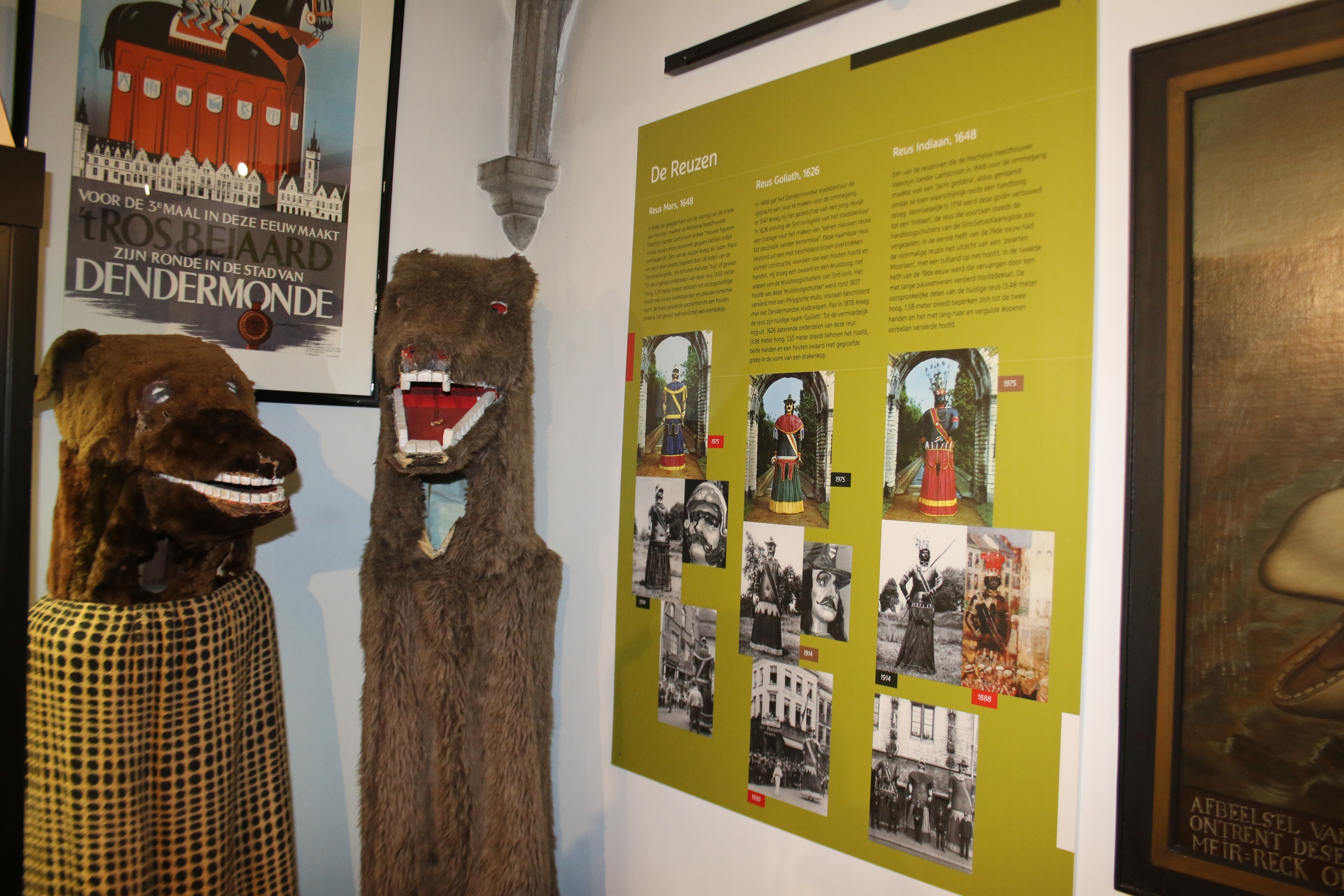
Oudere versies van de Knaptand in het Vleeshuismuseum, Dendermonde

## Geschiedenis
Oorspronkelijk diende de Knaptand om de omstanders op afstand te houden en het verloop van de stoet niet te hinderen. Daarnaast zorgde hij voor vermaak door de hoeden en mutsen van de omstanders af te pakken met de "knaptand". Hiervoor was enige behendigheid vereist. Vroeger waren de knaptanden in staat de vluchtende toeschouwers te volgen tot in de badkamers! Tegenwoordig is het voor hen verboden achter de toeschouwers te gaan (hoewel het nog vaak gedaan wordt). Dranghekken verzorgen nu tijdens de Ros Beiaardommegang het goede verloop van de stoet. Daardoor beperken de knaptanden zich tot het schrik aanjagen van de omstanders. Ze zijn door vele mensen zeer geliefd, maar ook gevreesd.
De knaptand komt al voor in 1631 en zou ontstaan zijn naar aanleiding van een onbekende vis die in de Dender rondzwom. Dit was waarschijnlijk ook een mooi verhaaltje om te vermijden dat de kinderen in de Dender zouden gaan zwemmen.

## Trivia
In Dendermonde en in Sint-Niklaas is er een knaptandstraat.

## Varianten
In de Dendermondse deelgemeente Sint-Gillis werden in 2021 Knapvarkens toegevoegd aan het entourage van het Peird van Sint-Gillis. Deze variant op de Knaptand verwijst naar het varken op het wapenschild van deze deelgemeente.
Ook in plaatsen als Tramin an der Weinstraße in Zuid-Tirol komen tijdens de Egetmannumzug knaptanden (Schnappviecher) voor.